# Камен Райдер Сейбер + Кікай Сентай Зенкайджер: Хроніка війни супергероїв
«Камен Райдер Сейбер + Кікай Сентай Зенкайджер: Хроніка війни супергероїв» (яп. 仮面ライダーセイバー＋機界戦隊ゼンカイジャー:スーパーヒーロー戦記, Камен Райда Сейба + Кікаі Сентаі Зенкайджа Супахіро Сенкі) — японський токусацу-фільм про супергероїв та кросовер між серіалами «Камен Райдер Сейбер», «Кікай Сентай Зенкайджер» та іншими численними частинами франшиз «Камен Райдер» та «Супер Сентай». Фільм присвячений 50-річчю франшизи «Камен Райдер» та 45-річчю франшизи «Супер Сентай». Це перший фільм з серії «VS» з часу «Шурікен Сентай Ніннінґер проти Камен Райдера Драйв Весняна відпустка Одногодинний комбінаційний спеціальний епізод», проте цей фільм вийде влітку. Це також перший фільм з серії «Супер Хіро Тайзен» після «Камен Райдер × Супер Сентай: Чоу Супер Хіро Тайзен». Слоган фільму: «Всі сюрпризи. Починається новий акт!» (яп. 「全てに驚きを。新たな幕開け！」, «Субете ні одорокі во. Аратана Маку-абе!»).

## В ролях
| Актор           | Роль                         |
| --------------- | ---------------------------- |
| Суічіро Наіто   | Тоума Каміяма                |
| Такая Ямаґучі   | Рінтаро Сіндо                |
| Кііта Комаґін   | Кайто Ґосікіда/Зенкайзер     |
| Асука Кавазу    | Мей Судо                     |
| Сінтаро Асанума | Дзюран/Зенкай Дзюран (голос) |
| Юкі Кадзі       | Ґаон/Зенкай Ґаон (голос)     |
| Юме Міямото     | Маґін/Зенкай Маґін (голос)   |
| Такуя Сато      | Врун/Зенкай Врун (голос)     |